# Christian Atsu
Christian Atsu Twasam (Ada Foah, 10 januari 1992 – Antakya, februari 2023) was een Ghanees voetballer die als linksbuiten speelde. Atsu debuteerde in 2012 in het Ghanees nationaal elftal.
Bij de aardbeving in Turkije en Syrië op 6 februari 2023 raakte Atsu vermist. Twaalf dagen later op 18 februari werd bekend dat zijn lichaam was gevonden onder het puin van zijn verwoeste woning in een flatgebouw van 12 verdiepingen in Antiochië.

## Clubcarrière
Atsu kwam op zeventienjarige leeftijd bij FC Porto terecht. Na een jaar in de jeugdacademie werd hij uitgeleend aan Rio Ave om ervaring op te doen. Tijdens het seizoen 2011/2012 speelde de Ghanees 27 wedstrijden, waarin hij 6 keer tot scoren kwam. Bij FC Porto speelde hij 16 competitiewedstrijden. Op 1 september 2013 kocht Chelsea Atsu voor 4,1 miljoen euro. Hij werd tijdens het seizoen 2013/14 uitgeleend aan Vitesse. Atsu debuteerde in het shirt van Vitesse op 6 oktober 2013, in de thuiswedstrijd tegen Feyenoord. Na het seizoen werd hij door de supporters verkozen tot Vitesse-speler van het jaar. In het seizoen 2014/15 kwam Atsu op huurbasis uit voor Everton. 
In mei 2015 werd bekend dat Chelsea hem gedurende het seizoen 2015/16 zou verhuren aan het dan net naar de Premier League gepromoveerde AFC Bournemouth. Daar kwam hij niet aan spelen toe en hij werd begin 2016 verhuurd aan het Spaanse Málaga CF. In het seizoen 2016/17 werd hij verhuurd aan Newcastle United FC dat hem na het kampioenschap in de Football League Championship overnam. In 2021 ging Atsu in Saoedi-Arabië voor Al-Raed spelen. Sinds medio 2022 kwam hij uit voor het Turkse Hatayspor. Op 5 februari 2023 speelde Atsu zijn laatste wedstrijd. In de thuiswedstrijd tegen Kasımpaşa SK in de 82e minuut kwam hij in het veld voor Rayane Aabid en scoorde hij diep in de blessuretijd de enige en winnende treffer.

## Clubstatistieken
| Seizoen | Club               | Competitie       | Competitie | Competitie | Competitie | Beker | Beker | Beker | Internationaal | Internationaal | Internationaal | Totaal | Totaal | Totaal |
| Seizoen | Club               | Competitie       | Wed.       | Dlp.       | Ass.       | Wed.  | Dlp.  | Ass.  | Wed.           | Dlp.           | Ass.           | Wed.   | Dlp.   | Ass.   |
| ------- | ------------------ | ---------------- | ---------- | ---------- | ---------- | ----- | ----- | ----- | -------------- | -------------- | -------------- | ------ | ------ | ------ |
| 2011/12 | FC Porto           | Primeira Liga    | 0          | 0          | 0          | 0     | 0     | 0     | —              | —              | —              | 0      | 0      | 0      |
| 2011/12 | → Rio Ave FC       | Primeira Liga    | 27         | 6          | 4          | 3     | 0     | 0     | —              | —              | —              | 30     | 6      | 4      |
| 2012/13 | FC Porto           | Primeira Liga    | 17         | 1          | 1          | 6     | 0     | 2     | 8              | 0              | 1              | 31     | 1      | 4      |
| 2013/14 | Chelsea FC         | Premier League   | —          | —          | —          | —     | —     | —     | —              | —              | —              | 0      | 0      | 0      |
| 2013/14 | → Vitesse          | Eredivisie       | 28         | 5          | 6          | 2     | 0     | 0     | —              | —              | —              | 30     | 5      | 6      |
| 2014/15 | → Everton FC       | Premier League   | 5          | 0          | 2          | 1     | 0     | 0     | 7              | 0              | 0              | 13     | 0      | 2      |
| 2015/16 | → Bournemouth      | Premier League   | 0          | 0          | 0          | 2     | 0     | 1     | —              | —              | —              | 2      | 0      | 1      |
| 2015/16 | → Málaga CF        | Primera División | 12         | 2          | 0          | 0     | 0     | 0     | —              | —              | —              | 12     | 2      | 0      |
| 2016/17 | → Newcastle United | Championship     | 32         | 5          | 3          | 3     | 0     | 0     | —              | —              | —              | 35     | 5      | 3      |
| 2017/18 | Newcastle United   | Premier League   | 28         | 2          | 2          | 1     | 0     | 0     | —              | —              | —              | 29     | 2      | 2      |
| 2018/19 | Newcastle United   | Premier League   | 28         | 1          | 0          | 4     | 0     | 0     | —              | —              | —              | 32     | 1      | 0      |
| 2019/20 | Newcastle United   | Premier League   | 19         | 0          | 3          | 5     | 0     | 2     | —              | —              | —              | 24     | 0      | 5      |
| 2020/21 | Newcastle United   | Premier League   | 0          | 0          | 0          | 1     | 0     | 0     | —              | —              | —              | 1      | 0      | 0      |
| 2021/22 | Al-Raed            | Saudi Pro League | 8          | 0          | 1          | 0     | 0     | 0     | —              | —              | —              | 8      | 0      | 1      |
| 2022/23 | Hatayspor          | Süper Lig        | 3          | 1          | 0          | 1     | 0     | 0     | —              | —              | —              | 4      | 1      | 0      |
| Totaal  | Totaal             | Totaal           | 207        | 23         | 22         | 29    | 0     | 5     | 15             | 0              | 1              | 251    | 23     | 28     |

## Interlandcarrière
Op 1 juni 2012 speelde Atsu zijn eerste interland voor Ghana tegen Lesotho. Hij scoorde meteen. Zijn tweede doelpunt voor Ghana maakte de vleugelspeler op 8 september 2012 tegen Malawi. Op 28 januari 2013 scoorde hij op de Afrika Cup 2013 (vierde plaats) zijn derde treffer voor Ghana tegen Niger. Bondscoach James Kwesi Appiah nam hem in 2014 op in de 23-koppige selectie die hij meenam naar het wereldkampioenschap voetbal 2014. Met Ghana verloor Atsu de finale van het Afrikaans kampioenschap voetbal 2015 na penalty's van Ivoorkust. Atsu nam tevens deel aan het Afrikaans kampioenschap voetbal 2017 (vierde) en 2019.

## Erelijst
| Competitie                      |          |          |          |          |
| Competitie                      | Aantal   | Jaren    |          |          |
| FC Porto                        | FC Porto | FC Porto | FC Porto | FC Porto |
| ------------------------------- | -------- | -------- | -------- | -------- |
| Kampioen Primeira Liga          | 1x       | 2012/13  |          |          |
| Supertaça Cândido de Oliveira   | 1x       | 2012     |          |          |
| Newcastle United                |          |          |          |          |
| Championship                    | 1x       | 2016/17  |          |          |
| Ghana                           |          |          |          |          |
| Afrikaans kampioenschap voetbal | Zilver   | 2015     |          |          |

Individueel
- 2013/14: Vitesse-speler van het jaar
- 2015: Africa Cup of Nations: speler van het toernooi
- 2015: Africa Cup of Nations: team van het toernooi
- 2015: Africa Cup of Nations: doelpunt van het toernooi
- 2017: Africa Cup of Nations: team van het toernooi